# Charles Swart

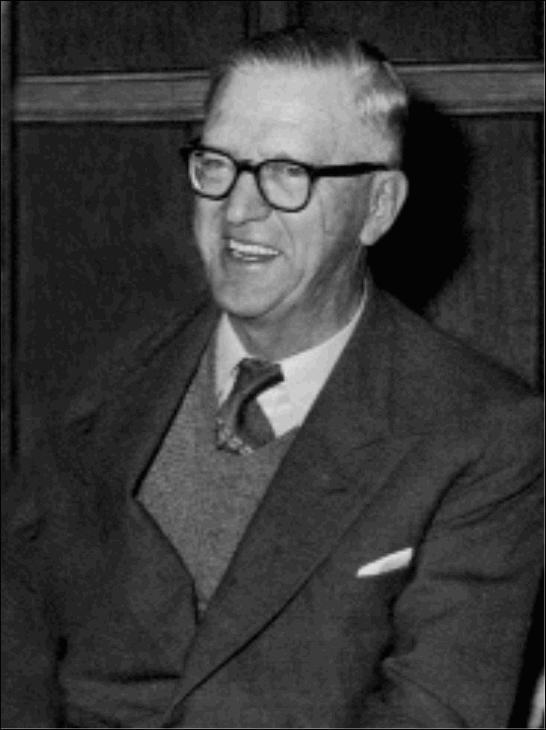
Charles Swart

Charles Robberts Swart (Winburg, 5 december 1894 – Bloemfontein, 16 juli 1982) was de laatste gouverneur-generaal van de Unie van Zuid-Afrika, en de eerste president van de Republiek van Zuid-Afrika.
De jurist Swart was parlementslid voor de Nasionale Party van Malan en Strijdom. Toen de NP in 1948 aan de macht kwam, werd hij minister van Justitie onder premier Malan. In het kabinet-Strijdom (1954) was hij tevens vicepremier. De apartheidswetten waren mede van zijn hand, maar ze waren in grote lijnen ontworpen door Verwoerd. Van Swart waren de repressieve openbare ordewetten die duizenden zwarten, kleurlingen en blanken in de gevangenis brachten. "Bestrijding van het communisme" was de gebruikelijke rechtvaardiging. Uiteindelijk konden burgers krachtens de General Law Amendment Act (ofwel Sabotagewet) 90 dagen zonder aanklacht worden vastgehouden.
Tijdens de ziekte en na het overlijden van Strijdom in 1958 nam Swart het premierschap waar. Hij was ook de gedoodverfde kandidaat voor de opvolging, maar de parlementsfractie van de NP koos voor Hendrik Verwoerd. Een jaar later volgde Swart gouverneur-generaal Lucas Steyn op.
In 1960 dreigde Zuid-Afrika uit het Britse Gemenebest te worden gezet, waarna de blanken in de Unie op 5 oktober kozen voor de stichting van een Republiek. Swart werd op 31 mei 1961 de eerste staatspresident. Dat bleef hij tot 1967, toen hij een jaar voor het aflopen van zijn mandaat aftrad.
De uitvoerende macht lag in de eerste periode van de republiek (1961 - 1985) bij de premier. Dit was een concessie aan de Engelstaligen. Verwoerd had liever het uitvoerende presidentschap van Paul Kruger hersteld.
Staatspresidenten: Charles Robberts Swart · Theophilus Dönges · Jozua François Naudé (a.i.) · Jacobus Johannes Fouché · Johannes de Klerk (a.i.) · Nicolaas Johannes Diederichs · Marais Viljoen (a.i.) · Balthazar Johannes Vorster · Marais Viljoen · Pieter Willem Botha · Jan Christian Heunis (a.i.) · Frederik Willem de Klerk
Presidenten: Nelson Mandela · Thabo Mbeki · Kgalema Motlanthe · Jacob Zuma · Cyril Ramaphosa
Louis Botha · Jan Christian Smuts · James Barry Munnik Hertzog · Jan Christian Smuts · Daniël François Malan · Nicolaas Havenga (a.i.) · Johannes Strijdom · Charles Robberts Swart (a.i.) · Hendrik Verwoerd · Theophilus Dönges (a.i.) · Balthazar Johannes Vorster · Pieter Willem Botha
- Gemeinsame Normdatei: 133462838
- International Standard Name Identifier: 0000 0001 1766 9016
- Library of Congress Control Number: no2008006459
- SNAC: w6g16zw1
- Museum of New Zealand Te Papa Tongarewa: 65576
- Virtual International Authority File: 63805644
- WorldCat: E39PBJhX4h7j4TP7ChmD7DYByd